# Los Hermanos

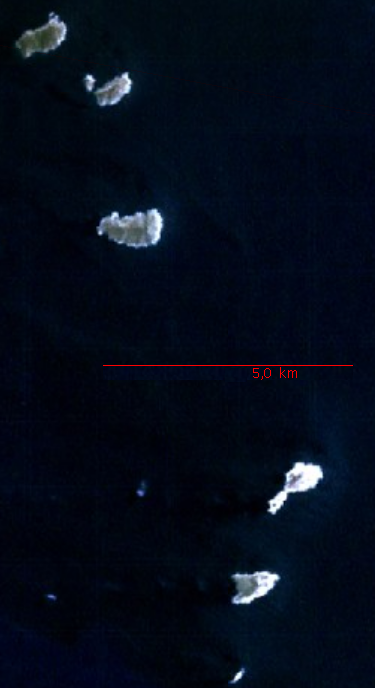
Zdjęcie satelitarne archipelagu

Los Hermanos – archipelag w grupie Wysp Zawietrznych, w archipelagu Małych Antyli na Morzu Karaibskim, złożony z sześciu skalistych wysepek:
- Isla La Orquilla 0,45 km²
- Islote El Rajao 0,03 km²
- Isla Los Morochos 0,27 km²
- Islote Papelón 0,05 km²
- Isla Grueso 0,68 km²
- Isla Pico (Isla Pando) 0,41 km²
- Isla Fondeadero 0,31 km²
- Isla Chiquito 0,02 km²

Wchodzi w skład dependencji federalnych Wenezueli. Leży ok. 175 km na północ od wybrzeży Wenezueli, 12,4 km na wschód od wyspy La Blanquilla i 80 km na północ od Margarity.